# Eriosema brachybotrys
Eriosema brachybotrys är en ärtväxtart som beskrevs av Hermann August Theodor Harms. Eriosema brachybotrys ingår i släktet Eriosema och familjen ärtväxter. Inga underarter finns listade i Catalogue of Life.